# كريستيان جوزيف همر
كريستيان جوزيف همر (بالألمانية: Christian Gottlob Hammer)‏ هو نقاش ورسام ألماني، ولد في 18 يوليو 1779 في درسدن في ألمانيا، وتوفي بنفس المكان في 7 فبراير 1864.